# Sœurs du Service Social
Ne doit pas être confondu avec Sœurs de la Charité Sociale.
Les sœurs du Service Social (en latin : Sororum Socialium Societas) sont une société de vie apostolique féminine de droit pontifical dont le but particulier est l'aide sociale. Lors de la Seconde Guerre mondiale, les sœurs ont sauvé plus de 2000 juifs hongrois. Marguerite Slachta, la fondatrice, ainsi que Sára Salkaházi, une sœur de l'institut assassinée par des membres du parti des Croix fléchées, sont reconnues justes parmi les nations.

## Historique
La société est fondée par Marguerite Slachta qui fut parmi les premières à se joindre à la société des missions sociales fondée en 1908 à Budapest par Edith Farkas. Lorsque les sœurs des missions sociales décident de s'orienter vers le statut de congrégation religieuse, un groupe de sœurs avec Marguerite à sa tête, désire conserver les caractéristiques originelles de la fondation. 
Le groupe se forme comme société de vie commune sans vœux religieux et sa séparation avec la société des missions sociales a lieu le 12 mai 1923 avec l'accord de János Csernoch, cardinal archevêque d'Esztergom et primat de Hongrie.
Les sœurs proposent de travailler en faveur des femmes, des enfants et des familles dans le besoin mais sans avoir leurs propres institutions, les membres devant travailler dans des institutions publiques ou privées. Elles s'engagent également à agir politiquement ; deux membres sont élues au parlement hongrois et d'autres se joignent au conseil municipal de Budapest. 
En 1950, après l'avènement des communistes au gouvernement, les religieuses sont forcées de se disperser et beaucoup se réfugient à l'étranger. La maison-mère est transférée à Buffalo. Elle sera de nouveau en Hongrie après la chute du régime communiste.
La maison fondée en 1926 à Los Angeles par Frederica Horvath devient autonome en 1953, elle est reconnue comme une congrégation religieuse le 16 juin 1961 par James Francis McIntyre cardinal archevêque de Los Angeles, la congrégation choisit le statut des sociétés de vie apostolique et reçoit l'approbation pontificale le 2 février 1984. Les sœurs hongroises et californiennes ont formé une fédération en 1970.  

## Activités et diffusion
Les sœurs travaillent dans des associations catholiques et des institutions publiques et privées en particulier en tant qu'enseignantes et travailleuses sociales.
Les sœurs de la branche hongroise sont présentes en Hongrie, Roumanie, Slovaquie, États-Unis, Cuba, leur maison-mère est à Budapest ; celles de la branche californienne sont présentes aux États-Unis, Philippines, Mexique et Taïwan avec la maison-mère à Encino. 
Fin 2011, la branche hongroise comptait 183 membres dans 22 maisons et la branche californienne 77 membres dans 15 maisons. 